# Ирень
Ире́нь — река в Пермском крае, левый приток Сылвы.
Начинается на юго-востоке края к юго-западу от деревни Верх-Ирень Октябрьского района. Протекает по территории Октябрьского, Уинского, Ординского и Кунгурского районов. Впадает в Сылву в черте города Кунгура. Длина реки — 214 км, площадь бассейна — 6110 км². Средняя высота водосбора — 232 м. Средний уклон — 0,4 м/км.
Основные притоки:
- левые: Уяс, Малый Тарт, Большой Тарт, Аспа, Сып, Малый Ашап, Калтагиз, Большой Ашап, Турка, Бым.
- Правые: Верхний Бартым, Тюш, Арий, Куряс, Телёс, Судинка, Кунгур.

Берега Ирени, в основном, невысокие и покрыты кустарником. На берегах встречаются скалы высотой до 50 м. Вдоль правого берега реки проходит Иренский кряж, состоящий из известняка, в связи с чем вода в реке имеет довольно высокую жёсткость. Дно Ирени преимущественно песчаное и галечниковое, а в некоторых местах — илистое и глинистое.

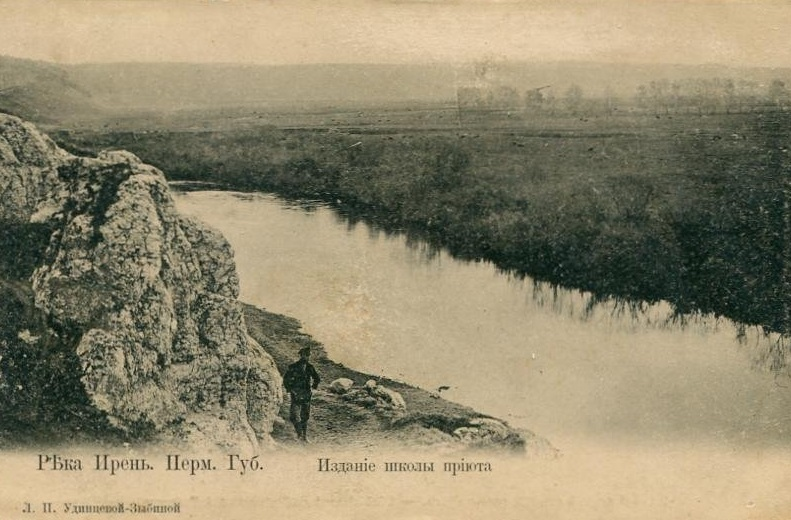
Река Ирень на фото начала XX века

На правом берегу реки Ирень в районе села Неволино Кунгурского района Пермского края находится курганный могильник, исследованный в 1926—1927 годах А. В. Шмидтом, давший название неволинской археологической культуре.